# Взрывы на шахте «Распадская» в 2010 году
Взрывы на шахте «Распадская» 8—9 мая 2010 года — чрезвычайные происшествия, произошедшие в мае 2010 года на крупнейшей угольной шахте в России: первый взрыв произошёл 8 мая в 23:55 по местному времени (19:55 МСК); второй, более мощный — 9 мая в 03:55 по местному времени (23:55 мск), уже после того, как в шахту спустились спасатели. Взрывами было разрушено несколько наземных строений шахты, в том числе здание копра ствола и вентиляционной системы.
Под землёй находилось 356 горняков. В результате двух взрывов пострадали 229 горняков и горноспасателей, 91 человек погиб. По сообщениям специалистов, авария на Распадской не имеет прецедентов в мировой практике — взрывами были разрушены почти все выработки (свыше 300 километров).

## Предыстория
Шахта сдана в эксплуатацию в 1973 году с проектной мощностью 7,5 миллионов тонн в год. Разрабатываемые пласты находились на глубине 260—520 метров. Мощность пластов колеблется от 2,6 до 4,5 метров. Угли пластов опасные по самовозгоранию, пыль разрабатываемых пластов взрывоопасна. Категория шахты по газу метану — сверхкатегорийная. Протяженность горных выработок по состоянии на 1 января 2010 года 310 километров 734 метра. Технология отработки запасов угля длинными столбами по простиранию с управлением кровлей полным обрушением с выемкой межлавных целиков размеров 30—40 метров.

## Ход событий

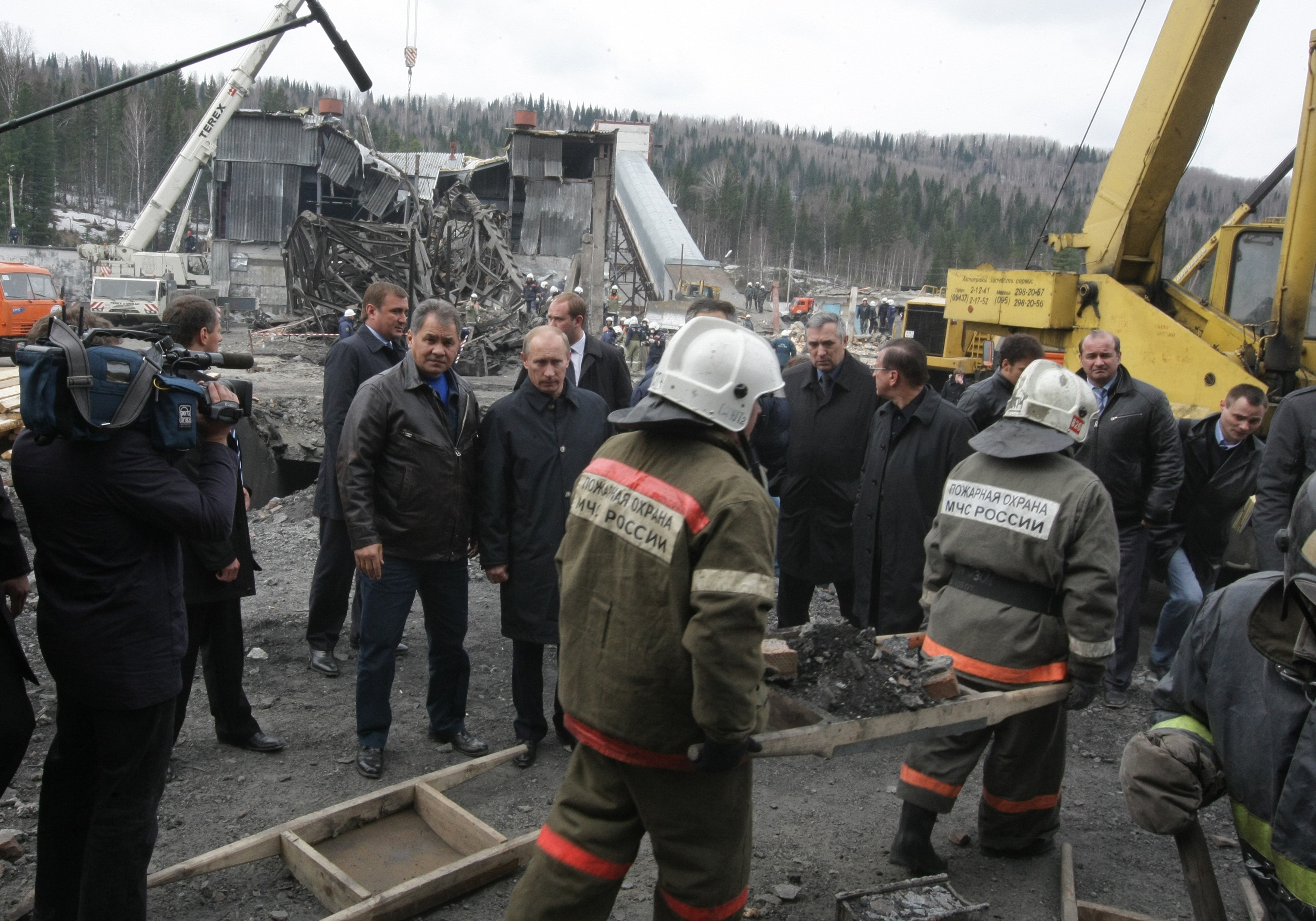
Председатель Правительства России Владимир Путин и глава МЧС Сергей Шойгу на месте аварии, 2010 г.

9 мая: Создана Правительственная комиссия по ликвидации последствий. На 07:18 погибшими признаны 11 человек.
10 мая: В числе погибших есть горноспасатели, есть пострадавшие на поверхности. Положение находящихся в шахте людей усугубляется тем, что затруднена подача воздуха и откачка воды. В Междуреченск прибыл мобильный госпиталь Сибирского клинического центра ФМБА России.На 17:00 погибшими признаны 32 человека, 58 — без вести пропавшими. По словам главы МЧС, в ночь на 11 мая на пути у горноспасателей образовались завалы горных пород и очаги возгорания, которые мешают проведению спасательной операции. Горноспасатели были направлены на ликвидацию пожаров.
11 мая: На 8:02 погибшими признаны 43 человека, ещё 47 числятся пропавшими без вести. На 15:15 число жертв аварии на шахте в Кузбассе возросло до 52. По словам Сергея Шойгу, вентиляцию частично планируется запустить 12 мая в 10 утра. На 19:00 погибшими признаны 52 человека, 38 — без вести пропавшими.
12 мая: На 7:16 горноспасатели обнаружили ещё восемь тел погибших горняков. Таким образом общее число погибших при взрывах возросло до 60 человек. Спасательной работе по-прежнему мешает высокая концентрация метана, спасатели вынуждены работать в дыхательных аппаратах, поскольку в некоторых местах концентрация метана превышает допустимую втрое. На утро обследовано уже три четверти шахты.
13 мая: Число жертв увеличилось до 66 человек. Горноспасатели в течение дня пытались потушить возгорания в подземных выработках.
14 мая: На 05:14 тела всех 66 погибших подняты на поверхность и опознаны. 94 человека госпитализированы. Самолёт МЧС доставил 3 тонны реагента для тушения пожаров в замкнутых объёмах в аэропорт Новокузнецка. В связи с обнаружением множественных очагов пожара и повышением концентрации метана принято решение приостановить поисковые работы, затопить часть горящих тупиковых выработок и использовать для тушения хладон.

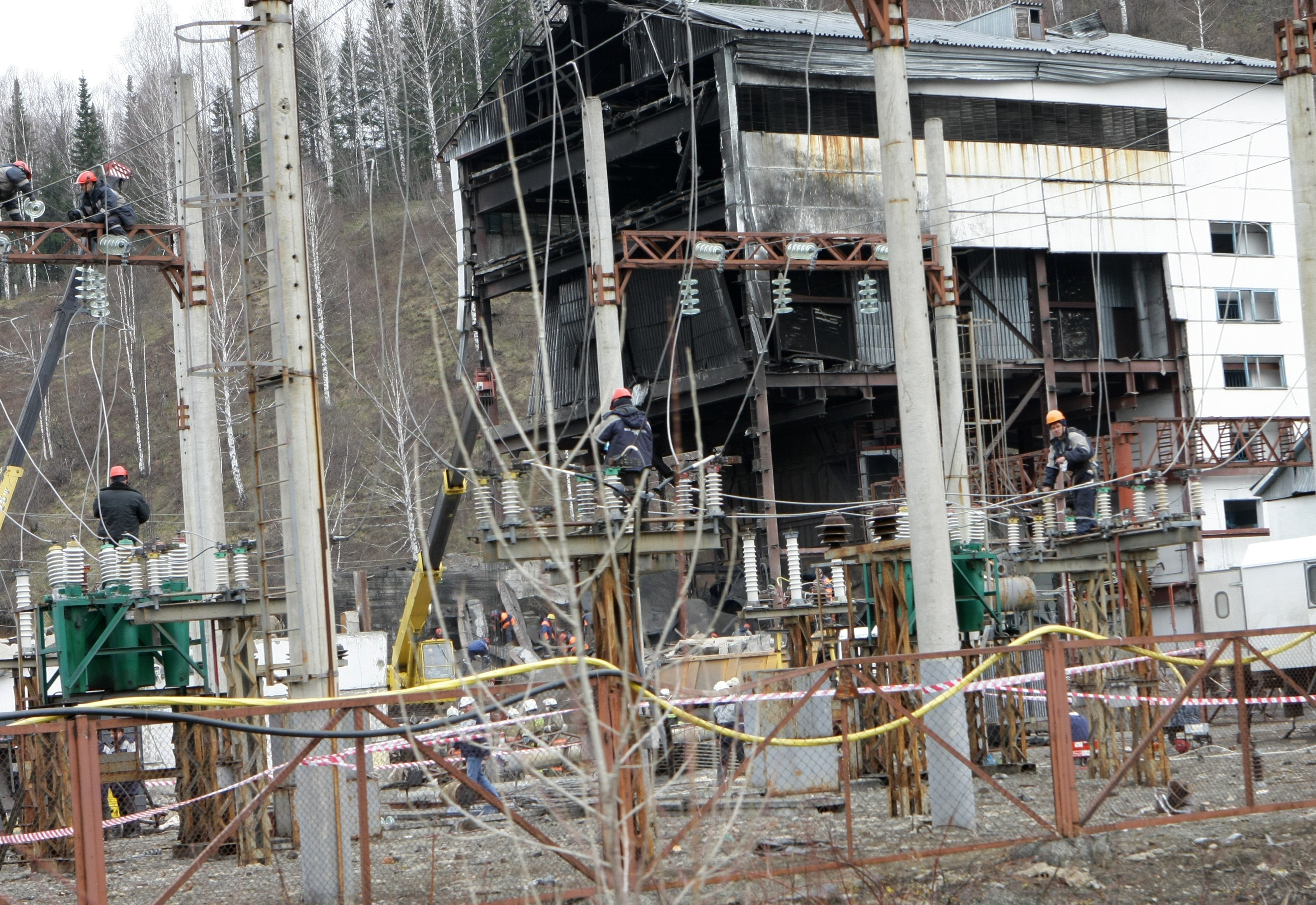
Ремонтные работы после взрыва

15 мая: Началась подача воды и воздуха в шахту. Контроль за наполнением выработок водой и состоянием газово-воздушной среды в шахте осуществляется с поверхности. На территории шахты сохраняется режим ограничения доступа.
16 мая: Для увеличения объёма подачи воды на тушение пожара в шахту был проложен дополнительный трубопровод. К вечеру пожары были частично потушены.
18 мая: В обследованных ранее выработках косвенным путём (по росту концентрации окиси углерода) обнаружены новые очаги возгорания. Поскольку достоверно было известно, что людей в этой части шахты нет, было принято решение частично затопить её.
19 мая: К вечеру обстановка с пожарами ухудшилась. Принято решение о закрытии пресс-центра.
20 мая: Ситуация с пожарами продолжала ухудшаться. Началось затопление выработок, в которых могли находиться пропавшие без вести. Спасательные работы на шахте отложены на неопределённый срок.
22 мая: Горноспасатели всё ещё не могут спуститься в шахту из-за пожаров.

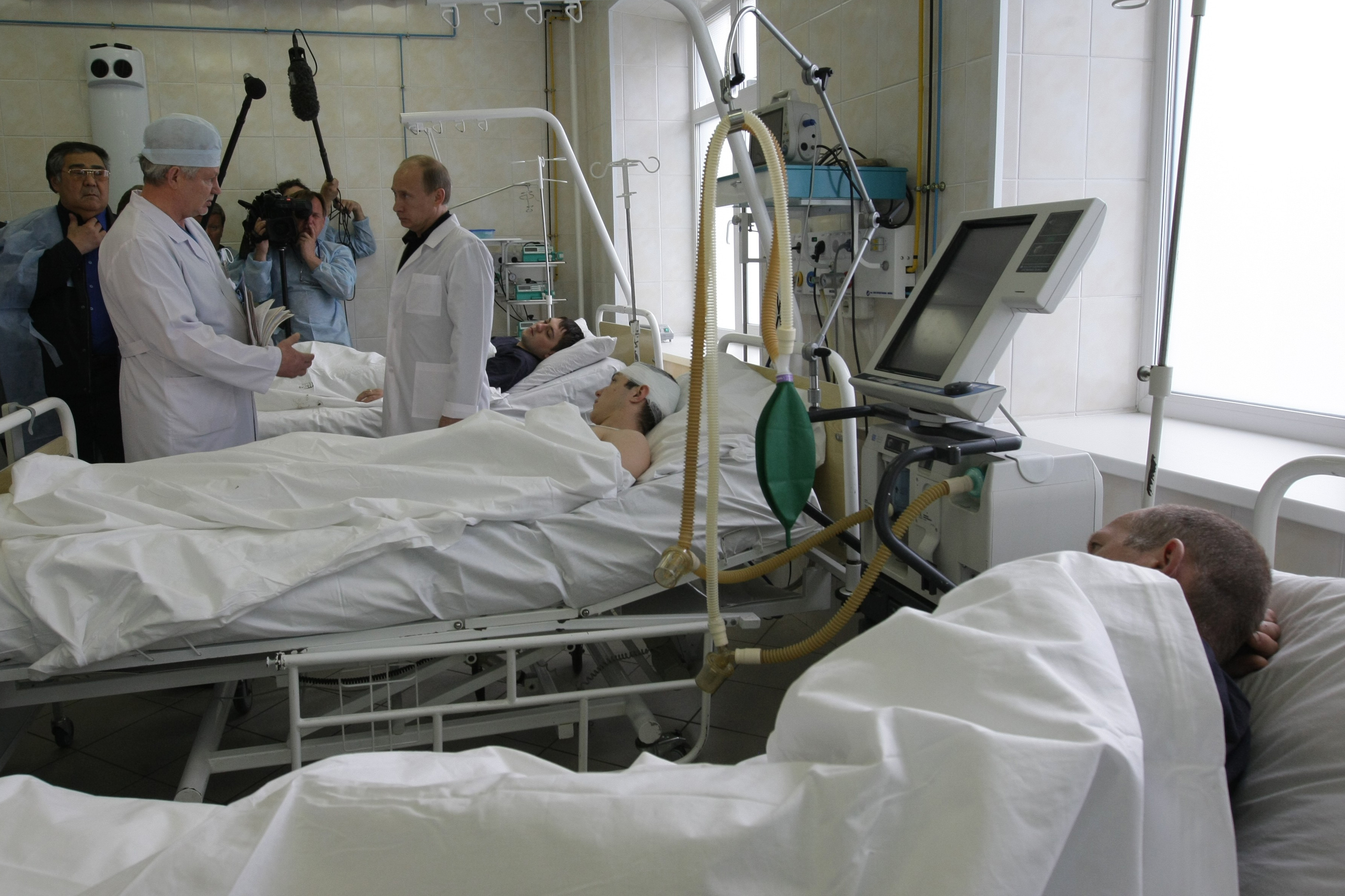
Пострадавшие горняки в больнице

23 мая: Найдено одно тело ещё одного погибшего на уклоне 7-го пласта. В шахте сохранялась высокая концентрация метана и продолжалось частичное подтопление выработок.
В августе началась откачка воды из шахты. 4 октября найдены тела шестерых погибших. Через месяц, 6 ноября, извлекли ещё одно тело.
2 декабря 2010 года суд города Междуреченск Кемеровской области признал погибшими 14 горняков, которые остались под завалами аварийной шахты «Распадская» и с момента аварии числились пропавшими без вести.
27 января 2011 года в выработках седьмого пласта обнаружили тела ещё двух горняков.
К сентябрю 2011 года из шахты были извлечены тела 80 погибших, 11 оставались не найденными. Пожары продолжались, но аварийный участок был сокращён до 25 км и изолирован за счёт блокировки вентиляционных отверстий, после чего концентрация кислорода снизилась до уровня 3 %. Но высокое содержания метана (от 30 до 40 %) делало опасным возобновление поисков погибших и проведение каких-либо работ.
Шахта восстановила работу в 2013 году.
В общей сложности в результате взрывов погиб 91 человек, 133 человека получили различные травмы. Из числа погибших шахтёров 34 человека погибло не от взрыва, а от отравления монооксидом углерода. Возможно, они не смогли вовремя начать использовать самоспасатели, которые обязаны непрерывно держать при себе, но которые слишком тяжелы и неудобны, и мешают работать.

## Расследование и причины аварии
Ростехнадзор ещё до аварии четырежды обращался в суд с иском о дисквалификации директора шахты «Распадская» за многочисленные нарушения, но не добился этого.
Следственными мероприятиями руководил глава СКП Александр Бастрыкин. В качестве возможных версий случившегося, по неофициальным данным, рассматривалась неисправность электрооборудования и нарушение технологии угледобычи.
Также одной из причин взрыва, по словам руководителя оперативного штаба поисково-спасательной операции Сергея Шойгу, мог стать внезапный выброс метана.
В конце 2010 года Ростехнадзор предоставил акты о несчастном случае на производстве. В документе были указаны причины первого и второго взрывов, а также названы виновники трагедии. Экспертная комиссия ведомства озвучила основные причины возникновения аварии и дальнейшего её развития — это нарушение пылевого режима шахты; отсутствие должного контроля за признаками самонагревания угля со стороны работников шахты; неисполнение предусмотренных проектами профилактических мероприятий по предотвращению эндогенного нагревания угля; неустойчивость электроснабжения шахты. Также Ростехнадзор назвал 24 виновника трагедии, среди которых служащие шахты различных рангов: обычные механики, начальники участков и директор шахты.
Взрыв метана произошёл в сбойках № 8 и 7 со стороны выработанного пространства с выгоранием метановоздушной смеси в выработанном пространстве лавы 5а-10-18. Причиной возгорания стал электрический разряд, возникший из-за повреждённой изоляции высоковольтного кабеля. При этом электрослесарь, производивший откачку воды на сопряжении вентиляционного штрека 5а-10-20 со сбойкой № 8, был поражён электрическим током. В числе условий, способствовавших распространению пожара, называлось использование не предназначенных для возведения перемычек материалов, что привело к появлению метановоздушной смеси за перемычками. Источником взрыва в сбойке № 5 явилось эндогенное самонагревание угля в выработанном пространстве лав 5а-6-16, 5а-6-18. Основными причинами второго взрыва стали остановка вентиляторов главного проветривания и разрушение надшахтных зданий, приведшее к нарушению вентиляции, разрушению изолирующих перемычек и накоплению метана по всей шахте. Также повторному взрыву способствовало наличие источников воспламенения после первого взрыва.
17 марта 2016 года в Кузбассе начались слушания по трагедии на шахте. Следственный комитет признал пострадавшими 146 человек, перед судом предстало 8 человек, в том числе руководство предприятия и государственный инспектор горного надзора управления по технологическому и экологическому надзору Ростехнадзора Кемеровской области Федору Верееменко. Помимо этого обвинение было предъявлено и начальнику горно-спасательной части, чьи действия, по мнению следствия, привели к новым жертвам. За всё время следствия было проведено более 700 экспертиз, одна из них продолжалась 2,5 года.
В сентябре 2016 года связи с истечением сроков давности суд прекратил уголовное преследование инспектора Ростехнадзора Веремеенко.
В декабре 2018 года суд по тем же основаниям прекратил дело в отношении еще трех фигурантов — начальника смены Белова, главного инженера Дружинина, руководителя службы вентиляции и дегазации Вальца. В феврале 2019 года подсудимых стало еще на трое меньше — дело в отношении бывшего командира военизированного горноспасательного отряда Александра Апалькова и начальника участка вентиляции и техники безопасности Вячеслава Радцева прекратили также в связи истечением сроков давности, дело же экс-директора шахты Игоря Волкова — в связи с его смертью
8 апреля 2020 года дело было закрыто по причине истечения срока давности. Последний фигурант дела, бывший технический директор Анатолий Рыжов, был освобождён от уголовной ответственности.

## Реакция

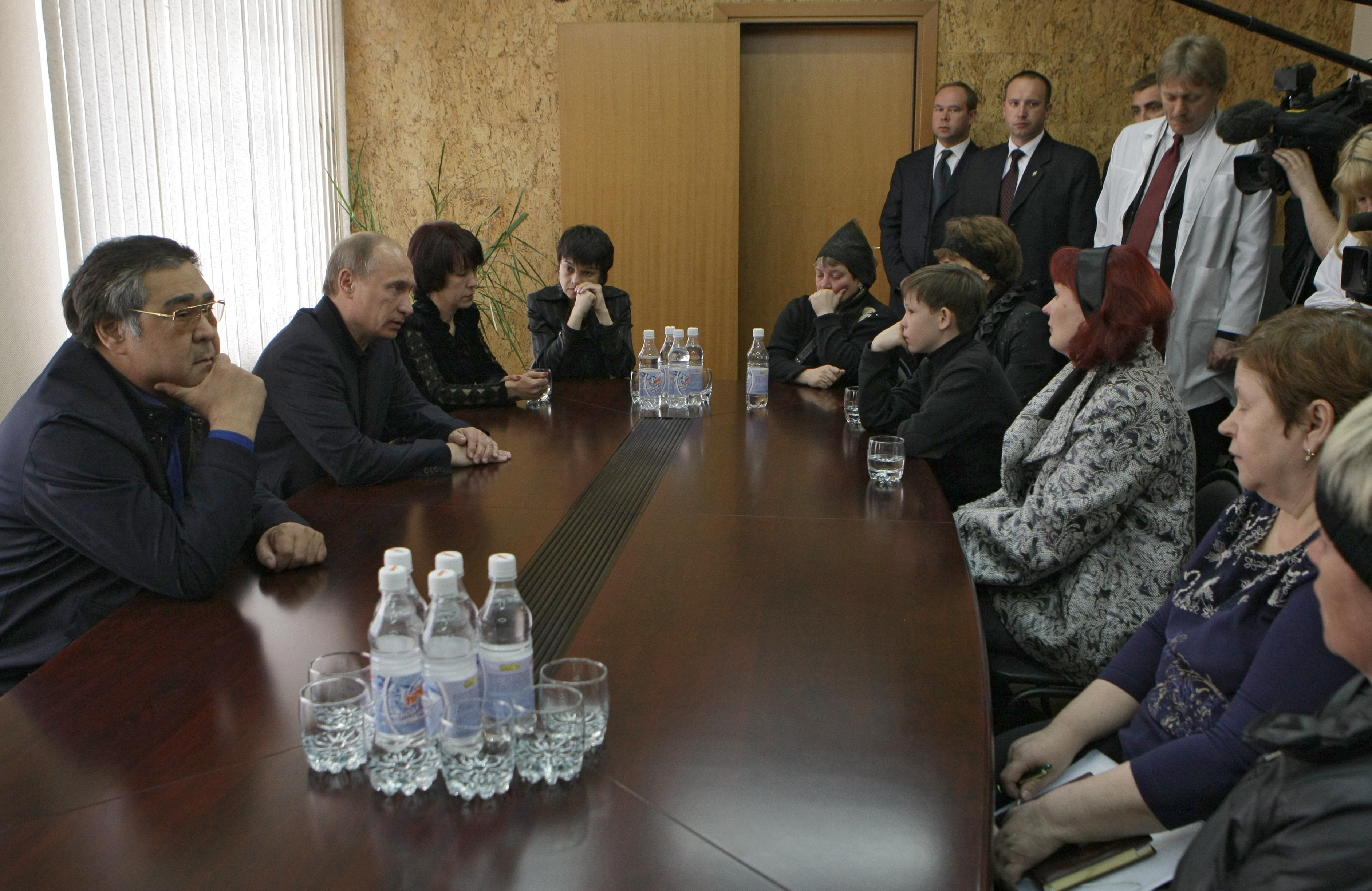
Владимир Путин и губернатор Кемеровской области Аман Тулеев с родственниками горняков, погибших при аварии на шахте «Распадская»

10 мая 2010 года в ходе видеоконференции со спасателями президент РФ Д. А. Медведев охарактеризовал ситуацию на шахте как сверхтяжёлую.
11 мая председатель правительства России В. В. Путин прибыл в Кемеровскую область для участия в работе штаба спасательной операции.
13 мая Ростехнадзор начал внеплановые проверки всех российских шахт в связи с аварией на «Распадской».
14 мая 2010 года на центральной площади Междуреченска состоялся стихийный траурный митинг по погибшим, в котором приняли участие работники шахты «Распадская», их родственники и жители города. На митинг собралось около 3000 человек. Митингующие жаловались на низкую зарплату и плохие условия труда. Они заявили, что вынуждены нарушать технику безопасности, чтобы получить достойную зарплату. В тот же день после митинга около 200 человек устроили пикет у переезда через железнодорожную магистраль Новокузнецк—Абакан. Мэр города и сотрудники милиции дважды пытались уговорить их уйти. После того, как часть пикетчиков перекрыла железную дорогу, их стал вытеснять ОМОН. В ответ в сотрудников ОМОНа стали бросать бутылки и камни. В течение полутора часов пикетчики были вытеснены, 28 активных участников акции были задержаны. Оставшиеся люди устроили пожар на путях. Из-за перекрытия пути было остановлено около 20 поездов. В результате столкновения 17 омоновцев получили травмы, из них 15 — лёгкой тяжести, а двое — средней тяжести СКП РФ по Кемеровской области возбудил уголовное дело по признакам части 1 статьи 318 УК РФ (применение насилия в отношении представителя власти). Возбуждено второе уголовное дело — перекрытие транспортных магистралей. Сообщено, что 28 задержанных отпущены из милиции. 15 мая лидер инициативной группы работников шахты «Распадская» Елена Першина заявила, что сотрудники шахты не имеют никакого отношения к перекрытию железной дороги. 15 мая в регион прибыл губернатор Кемеровской области Аман Тулеев. Он заявил, что «в основном это безработные либо лидеры преступных группировок Междуреченска» и что среди 28 задержанных только двое являются шахтёрами, причём они не имеют отношения к шахте «Распадская».
Утром 15 мая Тулеев провёл встречу с инициативной группой работников шахты «Распадская», после которой он заявил, что «узнал много интересного о деятельности руководства» шахты и согласился со всеми требованиями шахтёров. Тулеев призвал жителей Междуреченска разрешить все разногласия вокруг шахты мирно и выступил с критикой руководства шахты, допустившего рост социальной напряжённости.
15 мая неназванный источник в правоохранительных органах заявил, что с гендиректора компании «Распадская» Геннадия Козового и председателя совета директоров «Распадской» Александра Вагина была взята подписка о невыезде, позже это заявление было опровергнуто. Аман Тулеев заявил, что все работники «Распадской» в период проведения работ по восстановлению шахты будут получать среднемесячную заработную плату. Генеральный директор угольной компании «Распадская» Геннадий Козовой согласился изменить механизм начисления заработной платы шахтёров, увеличив долю, независящую от выработки.
16 мая Аман Тулеев заявил, что семьям погибших будет выплачена значительная денежная компенсация, предоставлено жильё и погашены кредиты. Для этого будут использованы деньги собственников шахты и средства областного и федерального бюджетов. Позднее появились сообщения о случаях вымогательства значительной части денежной компенсации у вдов погибших представителями местной крупной преступной группировки
18 мая 2010 года лидер движения «Солидарность» Борис Немцов обратился к президенту РФ Дмитрию Медведеву с вопросом о причинах безнаказанности одного из владельцев шахты Романа Абрамовича.
19 ноября орденом Мужества награждены работники шахты — Александр Максимов, Сергей Молтояков, Алексей Перминов, Владислав Тунеков (посмертно), Валерий Шуклин (посмертно), Александр Горбунов (посмертно), Григорий Женжаров (посмертно), Фёдор Акентьев (посмертно). Награда вручена за самоотверженность и высокий профессионализм, проявленные при проведении спасательных работ.

## Траур
15 мая было объявлено днём траура в Кемеровской области. Общероссийский траур объявлен не был.
16 июня в Омске состоялся митинг памяти погибших горняков, приуроченный к 40 дням с момента трагедии, организованный местным отделением Сибирской конфедерации труда.

## Последствия
В результате выхода из строя шахты «Распадская» произошёл рост цен на уголь и значительное снижение котировок акций компании на российском фондовом рынке.